# Myosotidium hortensia
Myosotidium hortensia är en strävbladig växtart som först beskrevs av Decne, och fick sitt nu gällande namn av Henri Ernest Baillon. Myosotidium hortensia ingår i släktet Myosotidium och familjen strävbladiga växter. Inga underarter finns listade i Catalogue of Life.

## Bildgalleri

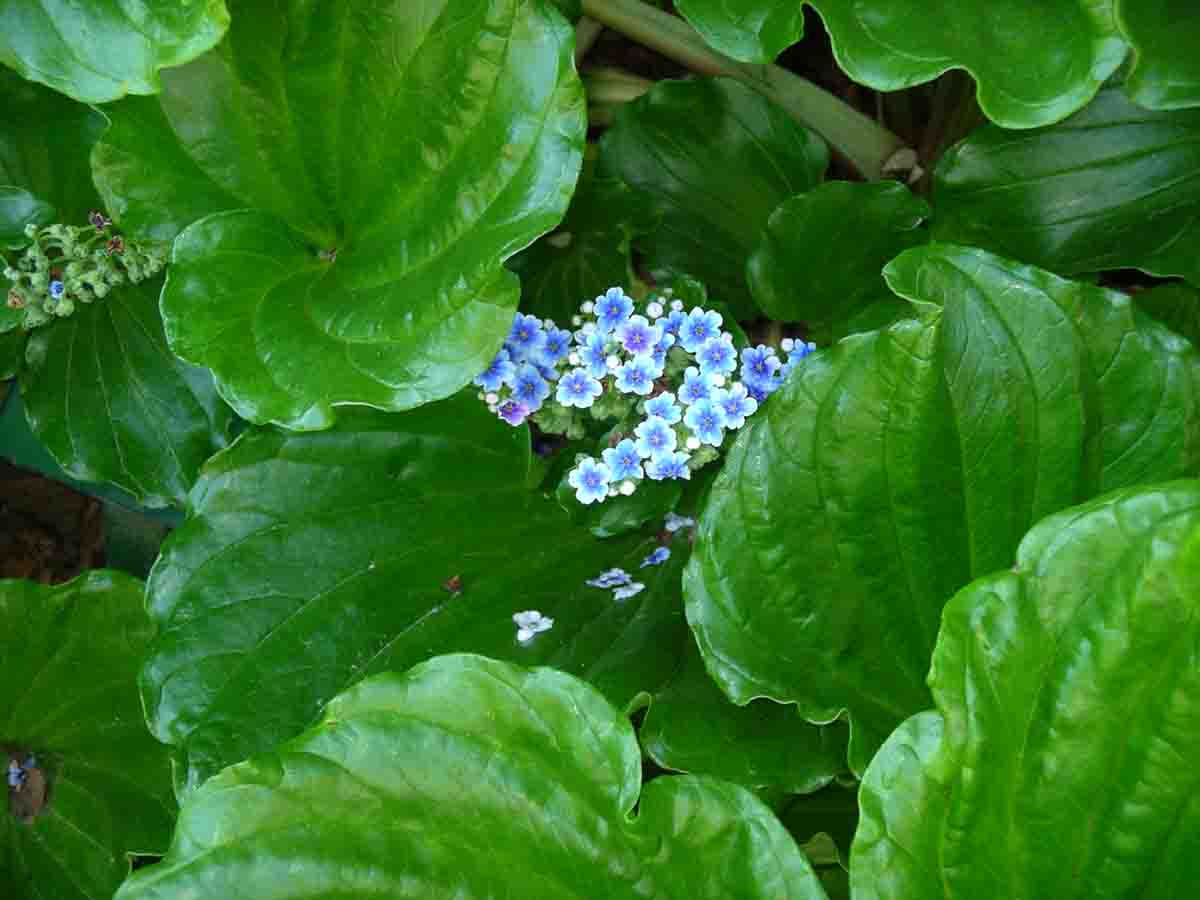